# Basilica di Santa Lucia a Mare

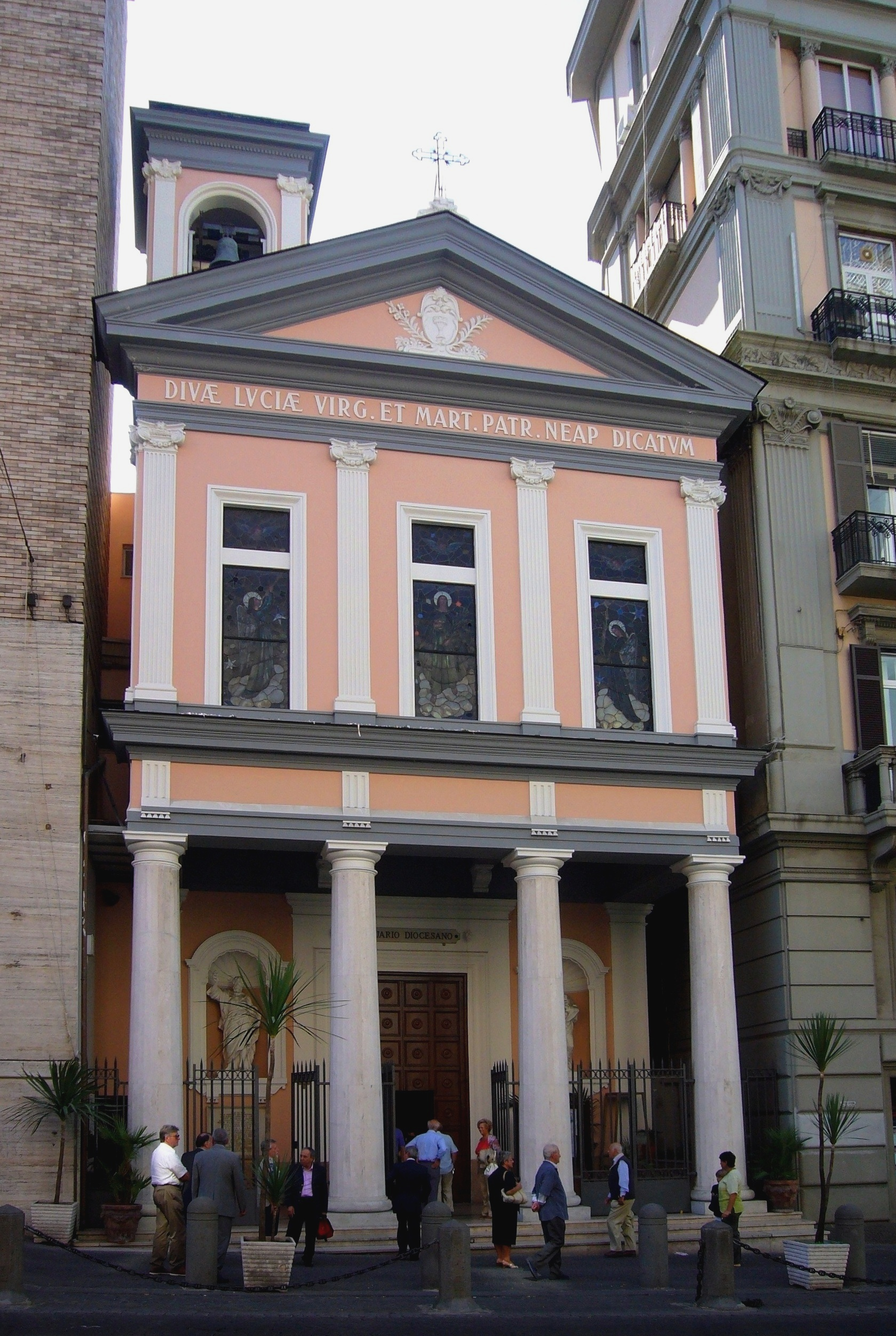
Basilica di Santa Lucia a Mare, Portalfront

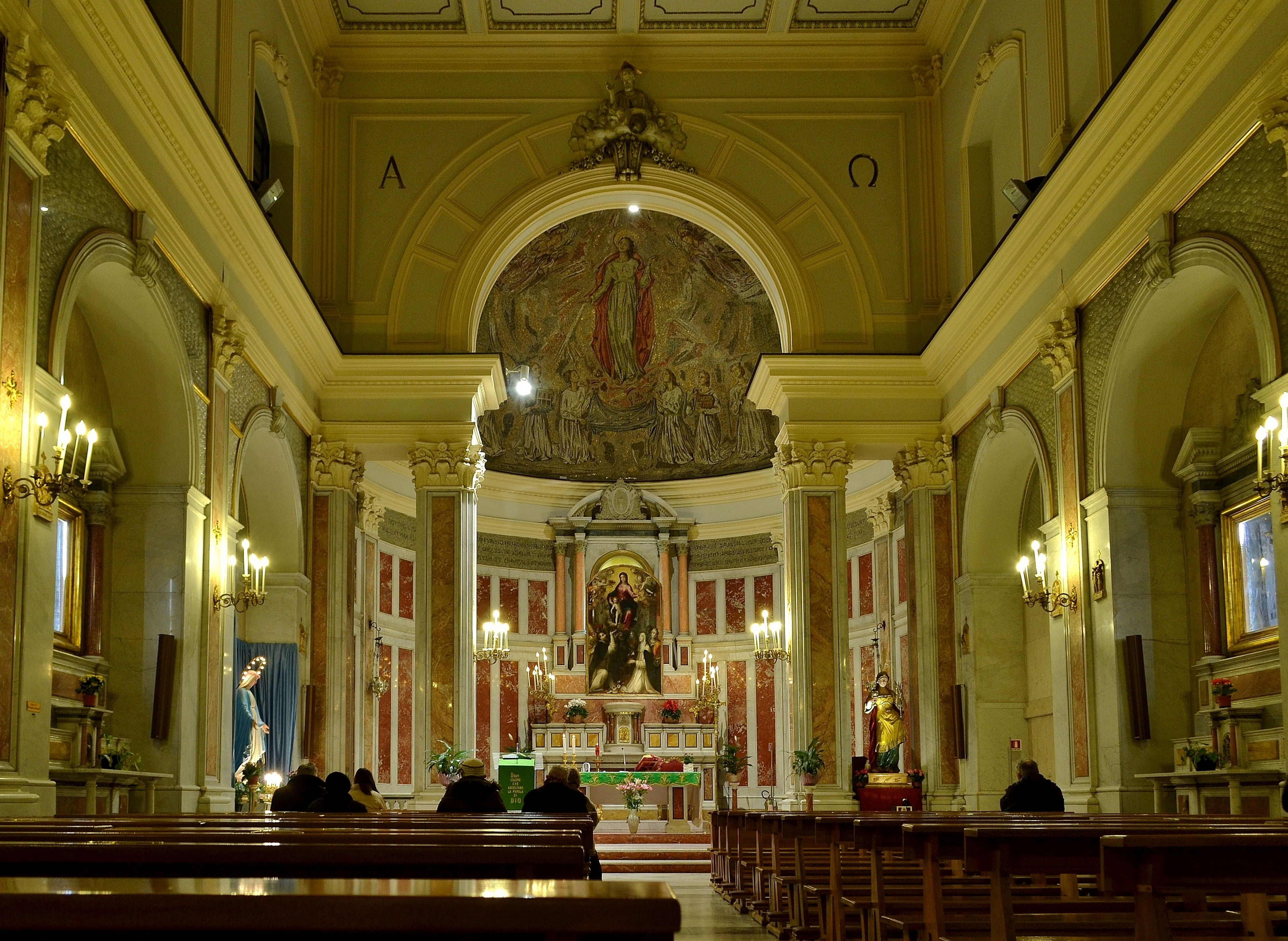
Inneres

Die Basilica di Santa Lucia a Mare (italienisch für Basilika der hl. Luzia am Meer) ist eine katholische Pfarr- und Wallfahrtskirche und Basilica minor im Borgo Santa Lucia, einem Hafenviertel von Neapel. Ihre Ursprünge reichen mindestens ins 9. Jahrhundert zurück. Der heutige Bau stammt aus der Mitte des 19. Jahrhunderts.

## Geschichte
Die Verehrung der frühchristlichen Märtyrerin Lucia von Syrakus in Neapel geht auf älteste Zeiten zurück. Die Legende schreibt die Gründung der Luziakirche am Meer einem Neffen des Kaisers Konstantin zu. Urkundlich nachgewiesen ist sie seit dem 9. Jahrhundert. Der Namenszusatz „a mare“ erinnert daran, dass die Kirche ursprünglich direkt am Ufer stand. Das alte Fischerquartier, dessen Mittelpunkt sie bildete, erhielt von ihr den Namen. Im Borgo Santa Lucia entstand das später weltbekannt gewordene Fischerlied Santa Lucia. 1588 wurde die Kirche im Stil des Barock neu gebaut. Zur Kirche gehörte ein Frauenkonvent (Suore di Santa Patrizia).
Im 19. Jahrhundert erfuhr der Borgo Santa Lucia tiefgreifende Umgestaltungen, die sich im 20. Jahrhundert fortsetzten. Straßenzüge wurden begradigt, das Bodenniveau erhöht und ein Stück des Vorlandes bebaut, u. a. mit einem umfangreichen Marinekomplex. Bedingt durch diese Veränderungen wurde die Luziakirche nach 1845 über den alten Grundmauern neu errichtet und mit einer Portalvorhalle versehen, die parallel zum neuen Verlauf der Via Santa Lucia, aber schräg zum Kirchenschiff steht. 1896 wurde die Kirche verlängert. Beim Bombardement vom 4. August 1943 fast völlig zerstört, wurde sie entsprechend dem Vorkriegszustand wiederaufgebaut und am 14. April 1951 neu geweiht.
Seit 1983 zählt Santa Lucia a Mare offiziell zu den Wallfahrtskirchen des Erzbistums. 2012 erhielt sie von Papst Benedikt XVI. den Basilika-Titel.

## Gebäude und Ausstattung
Die Basilika ist eine einschiffige Wandpfeilerkirche in klassizistischen Formen.
Die Luziastatue über dem Hauptaltar schuf Nicola Fumo im 17. Jahrhundert. Außerdem besitzt die Kirche eine Überreichung des Rosenkranzes durch die hl. Jungfrau an Dominikus mit Luzia und anderen Heiligen, ein Werk des in Neapel tätigen Niederländers Dirck Hendricksz (1588). Die übrige historische Ausstattung ging 1943 verloren.